# Bučinel
Bučinel je priimek več oseb:
- Bojan Bučinel, slovenski inženir
- Nina Bučinel, slovenska sankačica
- Rebeka Bučinel, slovenska arhitektka